# 아나 파이트
아나 파이트(독일어: Anna Veith, 1989년 6월 18일~)는 오스트리아의 알파인 스키인이다. 결혼 전 이름은 아나 페닝거(독일어: Anna Fenninger)였으며 2013-14 시즌, 2014-15 시즌 FIS 알파인 스키 월드컵에서 종합 우승을 달성했다.
2006년 11월 17살의 나이에 알파인 스키 월드컵 첫 경기를 가졌고 2012년 1월 슬랄롬 경기에 불참했던 것을 제외하면 알파인 스키 5대 종목에 모두 출전했으며 2011년 세계 알파인 스키 선수권 대회 슈퍼 복합 부문에서 첫 우승을 획득했다. 2010년, 2014년, 2018년 동계 올림픽에 참가했고 2014년 소치 동계 올림픽 여자 알파인 스키 슈퍼대회전에서 금메달을, 알파인 스키 대회전에서 은메달을, 2018년 평창 동계 올림픽 슈퍼대회전에서 은메달을 획득했다.

## 개인사
아나는 오스트리아의 할라인에서 페터 페닝거(독일어: Peter Fenninger)와 마르티나 페닝거(독일어: Martina Fenninger) 사이에서 태어났고 잘츠부르크에서 유년기를 보냈다. 2016년 4월 16일, 그녀는 전직 스노보드 선수였던 마누엘 파이트(독일어: Manuel Veith)와 결혼했고 남편의 성을 따라 이름을 '아나 페닝거'에서 '아나 파이트'로 개명했다. 2021년 6월 22일 둘 사이에 아이 헨리 파이트(독일어: Henry Veith)가 태어났다.